# Muzeum Martyrologii w Słońsku
Muzeum Martyrologii w Słońsku – muzeum z siedzibą w Słońsku (powiat sulęciński). Placówka jest gminną jednostką organizacyjną, a jego siedzibą są tereny dawnego więzienia i obozu koncentracyjnego Sonnenburg.

## Historia
Początki więzienia Sonnenburg/Neumark datowane są na lata 1832-1833, kiedy to powstały pierwsze budynku kompleksu. Z czasem, w wyniku rozbudowy placówka mogła pomieścić nawet 900 więźniów. W latach 1846–1847 byli tu więzieniu m.in. polscy działacze niepodległościowi, związani z powstaniem wielkopolskim 1846 roku. W 1931 roku stan sanitarny więzienia pogorszył się do tego stopnia, iż władze zadecydowały o jego zamknięciu. Fakt ten wywołał niezadowolenie mieszkańców miejscowości (więzienie było dużym lokalnym pracodawcą), co wykorzystali miejscowi działacze NSDAP, doprowadzając - po wygranych wyborach w 1933 – do otwarcia tu jednego z pierwszych obozów koncentracyjnych.

Obóz w Sonnenburgu istniał od kwietnia 1933 przez okres około roku. Trafili tu m.in. oskarżeni po pożarze Reichstagu parlamentarzyści, intelektualiści (m.in. pisarze Carl von Ossietzky i Erich Mühsam) oraz więźniowie polityczni (pacyfiści, komuniści, socjaldemokraci). W 1934 placówce przywrócono status więzienia, w którym jednak nadal przetrzymywani byli więźniowie polityczni. W 1941 roku, po wydaniu przez władze hitlerowskie dekretu Nacht und Nebel, do więzienia trafiło ok. 1500 członków opozycji antynazistowskiej z terenów Francji, Belgii, Holandii, Luksemburga i Norwegii. W Sonnenburgu zostali również osadzeni członkowie Polskiej Organizacji Walki o Niepodległość, działającej we Francji.

W nocy z 30 na 31 stycznia 1945 roku żołnierze SS dokonali masakry 891 więźniów Sonnenburga. Tylkom czterem osobom udało się przeżyć. Po II wojnie światowej budynki więzienia rozebrano, zachowując jedynie miejsce rozstrzelań, zwane Ścianą Śmierci.

## Muzeum
Placówka muzealna, upamiętniająca więźniów Sonnenburga, została otwarta 28 września 1974. W latach 2013–2014 w ramach Projektu Operacyjnego Współpracy Transgranicznej Polska (Województwo Lubuskie) – Brandenburgia 2007 – 2013 dokonano jej modernizacji. Partnerem gminy Słońsk w tym projekcie było Muzeum Seelower Höhen z Seelow. Obecnie w ramach ekspozycji w muzeum prezentowana jest multimedialna wystawa, poświęcona historii więzienia i obozu oraz jego więźniom. Placówka organizuje również spotkania i warsztaty z udziałem młodzieży z Polski i Niemiec.
Muzeum jest obiektem całorocznym, czynnym od środy do niedzieli każdego tygodnia. Wstęp jest bezpłatny.